# Йоганн Фрідріх Еозандер фон Гете
Йоганн Фрідріх Нільссон Еозандер, барон фон Гете (нім. Johann Friedrich Nilsson Eosander Freiherr von Göthe; прибл. 23 серпня 1669, Штральзунд — 22 травня 1728, Дрезден) — німецький архітектор епохи бароко. Його найвідоміша робота — Шарлоттенбургскій палац в Берліні.

## Біографія
Йоганн Фрідріх Еозандер народився в сім'ї генерал-квартирмейстера в Шведській Померанії Нільса Ізраеля Еозандера, шведа, і його дружини Гертруди Варнеке, дочки прусського чиновника. 1674 року Еозандер-батько вступив на службу до двору герцога Крістіана Альбрехта і проживав з сім'єю в Кілі і Шлезвізі, разом з герцогом вирушав на заслання в Гамбург, а в 1683 році був переведений в Ригу, яка знаходилася під владою шведів.
У Ризі Йоганн Фрідріх Еозандер почав вивчати будівництво фортець, в 1690 році вступив на службу Швеції в якості кондуктор-лейтенанта і брав участь в походах проти Франції. Еозандер служив інженер-лейтенантом в шведському в той час Щецині, де у 1694-1696 в прилеглому Кабельвіше звів свою першу будівлю в декілька поверхів, панський будинок для губернатора графа Нільса Більке. У 1697 році Еозандер відправився в Стокгольм, потім імовірно за рекомендацією Нікодемуса Тессина або Більке в 1699 році вступив в званні інженер-капітана на службу Бранденбурзькому курфюрстові Фрідріху I, що планував, коронуватися королем Пруссії. Курфюрст Фрідріх запрошував до свого двору талановитих людей, які б допомогли надати лиску його королівській резиденції Берліну. Спочатку курфюрст доручив Еозандеру реконструкцію палацу Оранієнбург, а через рік відправив його вчитися в Рим і Париж . Після повернення з освітньої поїздки Еозандер зайнявся оформленням Замкової церкви в Кенігсберзі для церемонії коронації Фрідріха в січні 1701 року.
За проектами Еозандера в Берліні була проведена реконструкція палаців Шарлоттенбург, Монбіжу і першої ратуші Шарлоттенбурга. Йоганн Фрідріх Еозандер, призначений у 1699 році курфюрстом Фрідріхом придворним архітектором, працював в Берліні в один час з Андреасом Шлютером і конкурував з ним аж до його відставки. Після смерті дружини Софії Шарлотти Ганноверської в 1705 році король Фрідріх I доручив Еозандеру розробити проект міста Шарлоттенбурга. У 1707 році Еозандер змінив Шлютеру на будівництві Міського палацу. Завдяки Еозандеру Міський палац знайшов із західного боку біля площі Шлосфрайхайт представницький вхід у внутрішній двір, іменований порталом Еозандера. У 1701-1713 роках Йоганн Фрідріх Еозандер розширив Шарлоттенбургскій палац. Його пізньоготичний стиль виявляє певну схожість зі стилем Філіппо Юварра і тяжіє до неокласицизму.
Після смерті короля Фрідріха Еозандер пішов у відставку у 1713 році і вступив на службу Швеції. У тому ж році король Швеції Карл XII звів Еозандера в баронське звання фон Гете. Після облоги Штральзунда у 1715 році генерал-майор Еозандер фон Гете виявився в полоні у прусів. Під чесне слово він був відпущений на свободу і відправлений у Франкфурт-на-Майні, на батьківщину матері. За посередництва якогось пана фон Бессера Еозандер фон Гете отримав місце при дворі курфюрста Саксонії Августа II Фрідріха Сильного. На північний схід від Дрездена на самому березі Ельби Еозандер фон Гете в 1724-1726 роках звів для Якоба Генріха фон Флеммінга бароковий палац Юбігау.
У 1713 році Еозандер фон Гете одружився в Берліні на Марії Шарлотті Меріан, дочці прусського таємного радника Карла Густава Меріана і племінниці відомого видавця Маттеуса Меріана-молодшого. У подружжя народилося четверо або п'ятеро дітей. Ім'я Йоганна Фрідріха Еозандера фон Гете носять вулиця і площа в берлінському районі Шарлоттенбург-Вільмерсдорф.